# IRAS 05437+2502
IRAS 05437+2502 — необычная туманность в созвездии Тельца, которая была открыта спутником IRAS при исследованиях в инфракрасном диапазоне в 1983 году.
Особенностью туманности является наличие яркой дуги в форме бумеранга, которая очерчивает верхний край облака межзвёздной пыли. По одной из теорий, такая дуга могла появиться в результате «исторгания» звезды из туманности, которая пронеслась сквозь туманность на скорости более 200 000 км/час. Размер туманности составляет всего 1/18 часть полного диска Луны.